# Jorge Daponte
Jorge Alberto Daponte (Buenos Aires, Argentina, 5 de junio de 1923-ibidem, 9 de marzo de 1963) fue un piloto argentino de automovilismo, que participó en la máxima categoría del deporte motor, la Fórmula 1.

## Biografía
Jorge Daponte tuvo sus inicios en la alta competencia automovilística en la Fórmula Libre, es así como en 1952 participó en la carrera en donde se inauguró el autódromo de Buenos Aires. Aquella carrera fue ganada por el piloto argentino Juan Manuel Fangio, seguido por su compatriota José Froilán González y por el piloto brasileño Chico Landi. Posteriormente tuvo la intención de disputar las 500 Millas de Indianápolis en 1953 con el equipo Johnson, sin embargo no alcanzó el mínimo tiempo en calificación para formar parte de la parrilla de salida.
Al año siguiente tuvo un poco más de suerte en sus dos participaciones en la Fórmula 1, con la escudería Maserati obtuvo la 11.ª posición en el Gran Premio de Italia, siendo su mejor ubicación al término de una carrera en la máxima categoría. Antes de aquella carrera había disputado el Gran Premio de Argentina ante la afición local en donde no pudo finalizar la prueba debido a un problema con la presión de aceite.
Contó con tres participaciones más en pruebas fuera del campeonato puntuable, siendo sus mejores ubicaciones un cuarto y quinto lugar. Posteriormente no continuó en la alta competencia del automovilismo. 

### Muerte
Falleció en su ciudad natal durante el 9 de marzo de 1963 a los 39 años probablemente a causa de un suicidio.

## Resultados

### Fórmula 1
| Año  | Escudería     | 1       | 2   | 3   | 4   | 5   | 6   | 7   | 8      | 9   | Pos. | Puntos |
| ---- | ------------- | ------- | --- | --- | --- | --- | --- | --- | ------ | --- | ---- | ------ |
| 1954 | Jorge Daponte | ARG Ret | 500 | BEL | FRA | GBR | GER | SUI | ITA 11 | ESP | NC   | 0      |

- [10]